# Damassine
Damassine ist eine Pflaumenart, die nur in höheren Bergregionen Europas und des Vorderen Orients angebaut wird. Aus der Pflaume wird in der Schweiz – vor allem im Jura – der „Eau de Damassine“ gebrannt.

## Beschreibung & Kultivierung
Die Damassine-Pflaume ist violett, klein und etwa zwei Zentimeter lang. Die Pflaume wird nicht gepflückt. Es werden nur von selbst abgefallene Früchte aufgelesen, da die Pflaume nur dann vom Baum abfällt, wenn sie vollreif ist.
Am 16. August 2007 wurde vom Bundesamt für Landwirtschaft (BLW) entschieden, die aus der Damassine-Pflaume gebrannte gleichnamige Spirituose Damassine AOP Eau de vie ins Register der geschützten Herkunftsangaben AOC (Appellation d’Origine Contrôlée) einzutragen.

## Herkunft
Als ältestes Anbaugebiet in der Schweiz zählt Ajoie im Kanton Jura. Fachleute nehmen an, dass die Pflaumenart ursprünglich aus Syrien stammt und ihren Namen von der Hauptstadt Damaskus ableitet. Eine Legende erzählt, dass die Pflaume zwischen 1000 und 1200 im Rahmen der Kreuzzüge nach Europa gebracht wurde.